# Мраз Зобор I
Мраз Зобор I је био словачки нискокрилни једномоторни спортски авион двосед потпуно дрвенe   конструкције  произведен 1943. у Фабрици авиона инж. Ј. Мраз.

## Пројектовање и развој
На прелазу 1939/40, инж. Павел Бенеш напушта фабрику Бенеш-Мраз у Хоцењу . и друштво је преименовано у Инж. Ј. Мраз, фабрика авиона (Инж. Ј. Мраз, Флугзеугфабрик).
Током Другог светског рата обим производње се значајно повећао. Главни тип произведен у Хоцењу била је немачка једрилица DFS Kranich II  (произведена после рата као ВТ-52 Јераб), намењена за обуку пилота Луфтвафеа . Укупно је током рата изграђено 1.620 јединица. Произведени су и авиони Fieseler Fi 156 „Storch“ и теретне једрилице DFS 230.
Године 1941. Јарослав Мраз је основао словачку филијалу са производним погонима на војном аеродрому у Нитри (Фабрика авиона инг. Ј. Мраз), где је створен једини „ратни“ авион, конструисан на територији бивше Чехословачке, тачније у Словачкој Републици .
Године 1941. пројектант инж. Зденек Рублич, сарадник Павела Бенеша, одлази у Словачку на чело огранка Мразове фабрике у Нитри. Као резултат боравка, инж. Рублича у Словачкој је био спортски авион Зобор I, заправо модификовани и мало побољшани  Be-555 Супер Биби. То је већ био први корак ка чувеним послератним „ Соколима “  .
Зобор I, који је први пут полетео крајем 1942. са пилотом наредником Јаном Кела , разликовао се од свог претходника Супер Биби са неколико промена које су произашле из искуства стеченог у коришћењу Be-555. Основна промена је била нижа позиција мотора и нови облик поклопца кабине са вишим и мање нагнутим предњим ветробраном.

## Опис авиона
Зобор I је био самоносећи двосед нискокрилни авион, где су седишта била смештена једно поред другог у затвореној кабини. У мешовитој конструкцији је преовладавало дрво, са шперплочом и платненом облогом .
Дрвени, фурнирани, хексагонални труп је направљен у једној целини са наставцима крила, стабилизатором и површином кобилице. Пилотска кабина са дуплим командама налазила се приближно у тежишту авиона, а у поређењу са Бе-555, поглед посебно напред је био побољшан. Улаз у кабину био је могућ кроз пространа врата која се налазе са обе стране трупа. Иза седишта посаде налазио се простор за одлагање пртљага.
Авион је покретао Walter Major 4 ваздушно хлађени, клипни, линијски четвороцилиндрични мотор са висећим цилиндрима снаге 88,3-95,6 kW (120-130 KS). На вратилу је била дрвена двокрака елиса са фиксним кораком. Мотор Валтер Минор 4  је постављен у прву преграду трупа, на носач мотора направљен од заварених челичних цеви. Мотор је причвршћен на носач у четири тачке преко еластичних носача. Поклопац мотора је био од нерђајућег челика .
Крило се састојало од главне и помоћне сандучасте рамењаче, на коју су била нанизана ребра. Крило се састојало од три дела. Централни део је био чврсто повезан са трупом (центроплан) и носио је стајни трап и два резервоара за гориво.
Конструкција вертикалног стабилизатора је била саставни део конструкције трупа. Хоризонтални стабилизатори су били самоносећи, сједињени са трупом. Сви фиксни делови репних површина су били обложени дрвеном лепенком. Покретне репне површине (кормила) биле су прекривене платном, кормилима се управљало сајлама.
Стајни трап се састојао од две одвојене ноге опремљене точковима са размаком између њих 2,29 м. Точкови су били опремљени аеродинамичним поклопцима од алуминијумског лима. Ударна оптерећења су била амортизована гумом и уљним амортизером . Предњи точкови су били опремљени кочницама и уљно-пнеуматским амортизером произвођача фи. Мраз.

## Оперативно коришћење
Сви произведени авиони стављени су на располагање Министарству народне одбране Републике Словачке (Словачко ратно ваздухопловство, СЛеС), где су коришћени заједно са Be-555 као авиони за обуку и везу . Сви авиони су били опремљени чехословачким ОК регистрацијама . Први прототип је летео са OK-SOA, следећих девет серијских авиона произведених 1943. летело је са ознаком OK-SOB до OK-SOJ.
У близини села Вычапи-Опатовце, северно од Нитре, 27. маја 1943. срушио се авион Зобор I. Током лета од Нитре до Тренчианске Бискупице, њиме је управљао Јан Кело, пробни пилот са чином водника Словачког . Ваздухопловства у компанији Мраз. Пилот Јан Кело погинуо је у олупини авиона. Јан Кело је раније ушао у анале чехословачког ваздухопловства, 25. октобра 1938, када га је оборио мађарски ловац Фиат ЦР.32 док је пилотирао авионом Ш-328.237, али је преживео пад .
Последња два авиона Зобор I (OK-SOI, OK-SOJ) преузела је нацистичка Луфтвафе у лето 1944. године.

## Корисници
- Словачка
- Нацистичка Немачка